# Кубей
Кубей (укр. Кубей; с 1945 по 2016 г. — Червоноармейское) — село Болградского района Одесской области Украины, основанное в 1809 году.

## Названия
Современное и первоначальное название села – Кубей.
14 ноября 1945 года Указом Президиума Верховного совета Украинской ССР переименован в Червоноармейское.
12 мая 2016 года селу возвращено историческое название Кубей.

## География
Село расположено в долине некогда полноводной реки Карасулак, в 18 км к северу от районного центра, города Болград, и в 220 км к юго-западу от Одессы.

## История
Территория современного села была заселена с древних времён. Археологами обнаружены останки нескольких поселений: эпохи поздней бронзы (конец 2-го тысячелетия до н. э.), Античного периода (VI-III вв. до н. э.), Первые столетия нашей эры, славянские периоды Киевской Руси. В XVI-XVIII вв. на этом месте находилось полукочевое поселения ногайских татар, известное под названием Кубей. Название подтверждают ногайские катакомбы, расположенные в центре села.
Современное поселение появилось в историческом центре болгарского заселения Южной Бессарабии, в конце XVIII – начале XIX в. Тогда, на эти земли пришло много болгар, гагаузов и албанцев, которые спасались от притеснений со стороны Османской империи.
Буджак быстрыми темпами стал заселяться в конце XVIII – первой половине XIX в. беженцами из-за Дуная. Массовое переселение болгар и гагаузов, которые спасались от турецкого рабства, продолжалось с 1769 по 1854 годы. Самые масштабные переселения были связаны с русско-турецкими войнами: войны 1768–1774 и 1787–1791 годов дали начало переселению отдельных семей, групп, военных отрядов как болгар так и гагаузов, войны 1806–1812 и 1828–1829 годов сделали эти переселения действительно массовыми.
Основатели села Кубей обосновались на месте поселения ногайских татар, с одноименным названием. На новой родине болгары и гагаузы получили от императорского двора по 60 десятин земли на семью в пожизненное пользование без права купли – продажи. Они освобождались на 10-летний срок от налогов и от обязательной военной и гражданской службы. Такие благоприятные условия способствовали быстрому росту числа жителей: если в 1816 году в селе проживало 133 семьи – 652 человека, то в 1848 году – уже 1516 человек.
Село Кубей было основано переселенцами из Болгарии в 1809 году. Основные группы переселенцев – болгары и гагаузы пришли из сел Дурмуш-Кьой (совр. Лозево, Шуменская область), Энни Махале (совр. Ново–Село, Сливенская область), Косовча (совр. Косово, Шуменская область) и города Шумен. Как административная единица, село Кубей было обозначено на карте в 1814 году – в это время завелись метрические книги.
По данным 1859 года в болгарской колонии Аккерманского уезда Бессарабской области проживало 1497 человек (766 мужского пола и 731 – женского), насчитывалось 262 двора, существовали православная церковь, почтовая станция, пограничная застава и таможня.
По состоянию на 1886 год, в болгарской колонии, центре Кубейской волости, проживало 2567 человек, насчитывалось 496 дворов, существовали православная церковь, 2 школы, больница, почтовая станция и 6 лавок, проходили базары по пятницам.
По переписи 1897 года число жителей возросло до 4038 человек (1985 мужского пола и 2053 – женского), из которых 4013 – православной веры.
В Кубее в 1859 году родился болгарский лингвист и литературовед, академик, первый ректор Софийского университета Александр Стоянов Теодоров-Балан.

## Население
Согласно переписи 1989 года население села составляло 6701 человек, из которых 3180 мужчин и 3521 женщина.
По переписи населения 2001 года в селе проживало 6213 человек.
По данным переписи населения Украины 2001 года распределение населения по родному языку было следующим (в % от общей численности населения): украинский — 1,53 %; русский — 9,44 %; белорусский — 0,05 %; болгарский — 62,12 %; гагаузский — 26,56 %; молдавский – 0,21 %; немецкий — 0,02 % (данные по Червоноармейскому сельскому совету).

## Местный совет
Почтовый индекс — 68720. Телефонный код — 4846 35. Занимает площадь 6,12 км². Код КОАТУУ — 5121487001.
68720, Одесская обл., Болградский р-н, с. Кубей, ул. Успенская, 18.

## Культура
С 2018 года в Кубее каждое лето проводится этно-фестиваль. Также на территории села находится дом-музей «Старая къща». Экспонатами музей наполняли местные жители. В селе уделяют внимание болгарским традициям. На День Трифона Зарезана (14 февраля) устраивают праздничное шествие, готовят традиционные болгарские блюда и пьют вино. Среди хозяев выбирают «Царя Трифона», который делает первый надрез виноградной лозы на урожай.

## Спорт
В селе с 1961 года работает шахматно-шашечный клуб «Темп», который основал школьный учитель химии и физики Василий Буюкли школы с. Красноармейское (ныне Кубей). В честь 40-летия клуба в марте 2019 Кубей принял Международный турнир по шахматам и шашкам (при поддержке Кубейского сельского совета, Дворца культуры и общественной организации «Центр развития Бессарабии»). В соревнованиях приняли участие около 60 человек из Болградского района, Измаила и молдавского города Чадыр-Лунга.

## Известные уроженцы
- Дмитрий Васильевич Фучеджи (род. 1956) — бывший заместитель начальника Главного управления МВД Украины в Одесской области.
- Виталий Федорович Кальчев (род. 1998) -  депутат Одесского районного совета VIII созыва.[15]
- Афанасий Афанасьевич Дерменжи (род. 1941) - главный инженер ДСУ-59, руководил стройкой Антоновского моста [16][17]